# Assassinato de Sidónio Pais
O 4º Presidente da República Portuguesa, Sidónio Pais, foi baleado mortalmente na Estação do Rossio, em Lisboa, Portugal, a 14 de Dezembro de 1918. O acto foi realizado pelo activista político de esquerda José Júlio da Costa.

## Antecedentes
Em Abril de 1918 as forças do Corpo Expedicionário Português são chacinadas na Batalha de La Lys, sem que o Governo português consiga os necessários reforços nem a manutenção de um regular aprovisionamento das tropas. A situação atingiu um extremo tal que, após o armistício que marcou o final da guerra, o Estado português não foi capaz de trazer de imediato as suas forças de volta ao país. A contestação social aumentou ao ponto de se viver uma permanente situação de sublevação. Esta situação foi o fim do estado de graça: sucederam-se as greves, as contestações e os movimentos conspiratórios. A partir do Verão de 1918 as tentativas de pôr fim ao regime sidonista vão escalando em gravidade e violência, o que levou o Presidente a decretar o estado de sítio a 13 de Outubro daquele ano. Com aquele acto, e a dureza da repressão sobre os opositores, conseguiu recuperar momentaneamente o controlo da situação política, mas o seu regime estava claramente ferido de morte. Entra-se então numa espiral de violência que não poupa o próprio presidente: a 5 de Dezembro de 1918, durante a cerimónia da condecoração dos sobreviventes do NRP Augusto de Castilho, sofreu um primeiro atentado, do qual conseguiu escapar ileso.

## Assassinato
O Presidente Sidónio Pais dirigia-se à Estação Ferroviária do Rossio depois de jantar no restaurante Silva, situado no Chiado. O Presidente, acompanhado do irmão e do filho, ia apanhar o comboio para o Porto para conferenciar com a Direcção das Forças Armadas do Norte. Quando ele entrou na estação por volta das 23h do dia 14 de dezembro de 1918, foi recebido pela Guarda Republicana que protegeria o presidente. Depois da tentativa fracassada de assassinato do presidente em 6 de dezembro, a segurança foi reforçada maior do que nunca, mas isso não arruinou o clima, pois uma banda tocou uma música popular quando o presidente entrou na estação.
O que o Presidente não sabia era que José Júlio da Costa o esperava, tendo consigo uma pistola que o assassino tinha escondido na sua Capa Alentejana. Quando o Presidente passou ao lado do assassino no primeiro andar da estação do Rossio, o assassino penetrou no duplo cordão policial que envolvia o Presidente e disparou dois tiros com a pistola escondida sob o seu manto alentejano.
O primeiro tiro atingiu Sidónio no braço direito e a bala ficou alojada no seu braço, mas o segundo tiro atingiu o presidente no estômago, causando um ferimento fatal. O presidente caiu imediatamente no chão e o pânico começou. Durante a confusão, quatro transeuntes inocentes foram fatalmente feridos pelos guardas e o assassino que não tentou escapar foi preso após ser brutalmente espancado pela multidão. 
O presidente ainda estava vivo neste momento e foi levado às pressas para o Hospital de São José, mas acabou por morreu dos seus ferimentos ás 23h45min na Sala do Banco das Urgências do Hospital.

O repórter Reinaldo Ferreira, descreveu as supostas ultimas palavras de Sidónio Pais:
Morro bem! Salvem a Pátria!

## Consequências

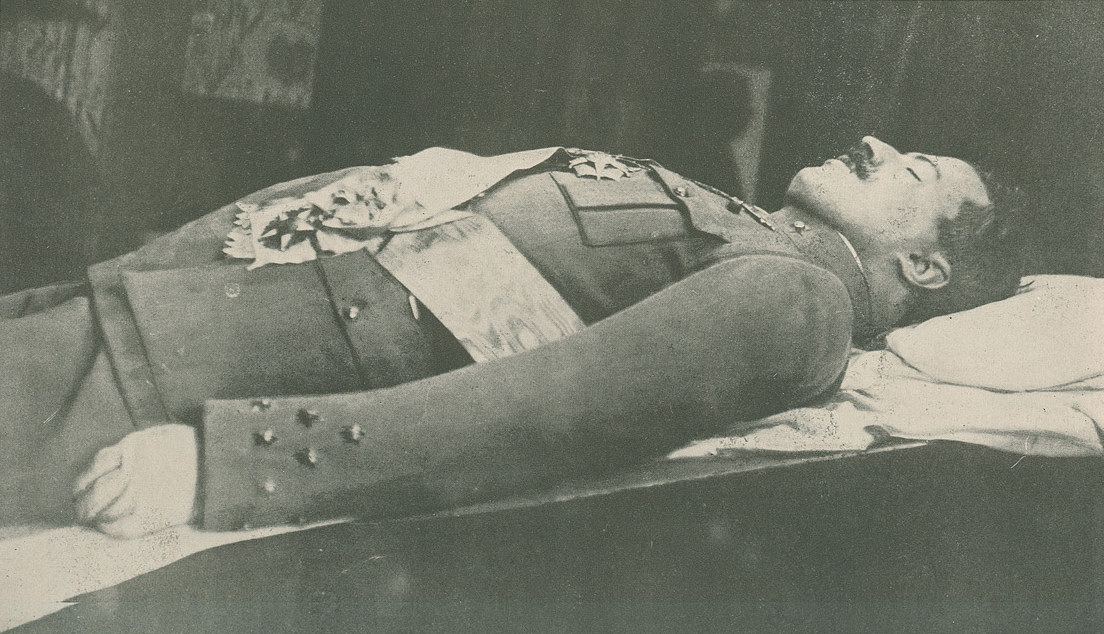
Sidónio Pais, Presidente da República, em câmara ardente na Sala Luís XV, no Palácio de Belém a 17 de Dezembro de 1918

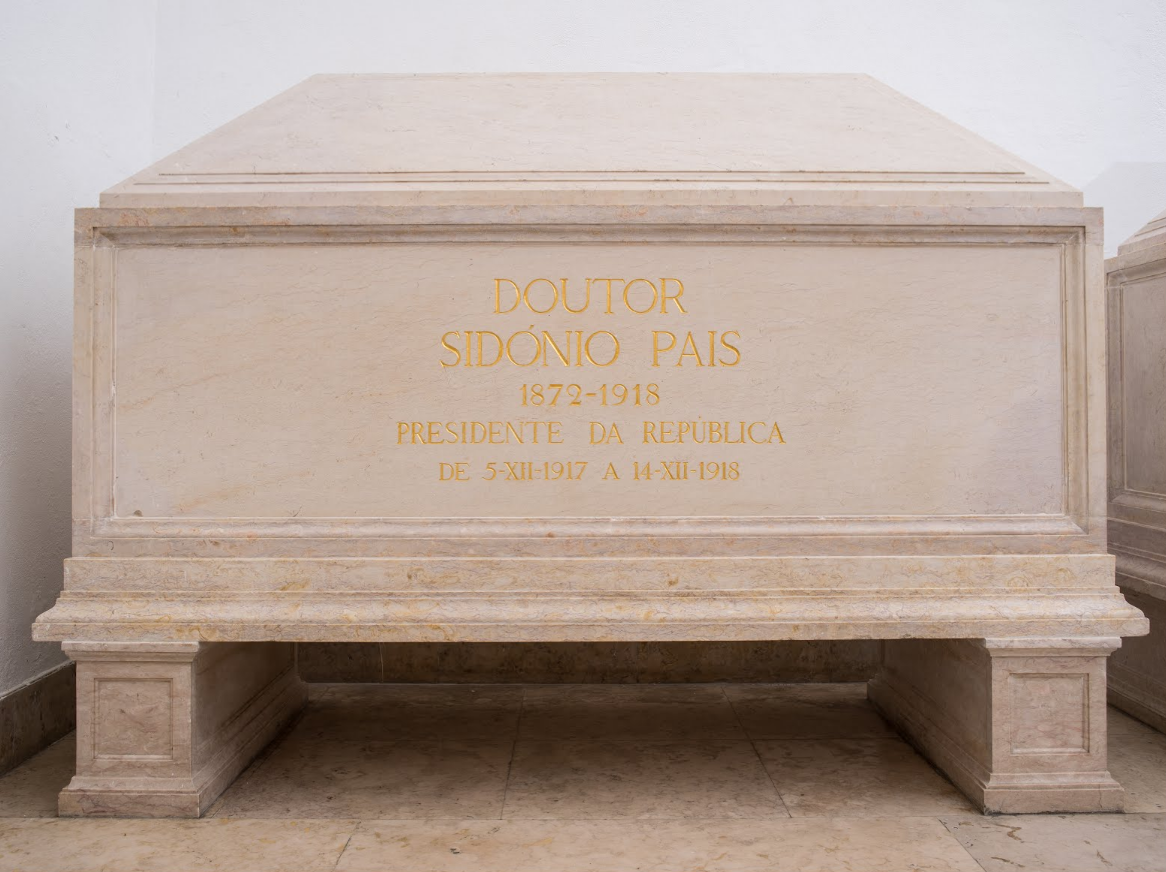
Túmulo de Sidónio Pais, no Panteão Nacional.

O assassinato de Sidónio Pais foi um momento traumático para a Primeira República, marcando o seu destino: a partir daí qualquer simulacro de estabilidade desapareceu, instalando-se uma crise permanente que apenas terminou quase oito anos depois com a Revolução Nacional de 28 de Maio de 1926 que pôs termo ao regime.
Os funerais de Sidónio Pais foram momentosos, reunindo muitas dezenas de milhares de pessoas, num percurso longo e tumultuoso, interrompido por múltiplos e violentos incidentes. Com este fim, digno de um verdadeiro Presidente Rei, Sidónio Pais entrou no imaginário português, em particular dos sectores católicos mais conservadores, como um misto de salvador e de mártir, mantendo-se durante décadas como uma figura fraturante no sistema político.
A imagem de mártir levou ao surgimento de um culto popular, semelhante ao que existe em torno da figura de Sousa Martins, que fez de Sidónio Pais um santo, com honras de promessas e ex-votos, que ainda hoje se mantém, sendo comum a deposição de flores e outros elementos votivos junto ao seu túmulo.